# Capsicum caatingae
Capsicum caatingae är en potatisväxtart som beskrevs av Barboza och Agra. Capsicum caatingae ingår i släktet spanskpepparsläktet, och familjen potatisväxter. Inga underarter finns listade i Catalogue of Life.